# Пирро, Эмануэле
Эмануэ́ле Пи́рро (итал. Emanuele Pirro, 12 января 1962, Рим) — итальянский автогонщик, пилот Формулы-1, пятикратный победитель гонки «24 часа Ле-Мана».

## Биография
В 1980 году выиграл итальянский чемпионат Формулы-Фиат, после чего три года выступал в европейском чемпионате Формулы-3, одержал шесть побед. В 1984 году участвовал в чемпионате Формулы-2. Следующие два года продолжал выступать в серии, преобразованной в Формуле-3000. В 1987 году выступал в гонках кузовных автомобилей, на следующий год был тест-пилотом команды Формулы-1 McLaren. В середине 1989 года заменил Джонни Херберта в команде Формулы-1 Benetton, набрал два очка за 5 место на последнем этапе сезона в Австралии. В 1990—1991 годы выступал в Формуле-1 за команду BMS Scuderia Italia, набрал одно очко на этапе в Монако в 1991-м. С 1992 года участвовал в различных чемпионатах кузовных автомобилей, выиграл итальянский чемпионат в классе «Туринг» в 1995 году, но настоящий успех пришёл к нему после 1999 года, когда Пирро, перейдя в команду «Ауди», выступавшую в гонках спортпрототипов, за восемь лет пять раз выиграл гонку «24 часа Ле-Мана» и дважды стал чемпионом ALMS в 2001 и 2005 годах. В 2010-е годы работал стюардом (судьёй) в Формуле-1, в том числе в Гран-при Канады 2019 года, где судьи приняли решение наказать 5-секундным штрафом Себастьяна Феттеля за небезопасное возвращение на трассу. Это решение стоило Феттелю победы и вызвало критику ряда бывших пилотов Формулы-1.

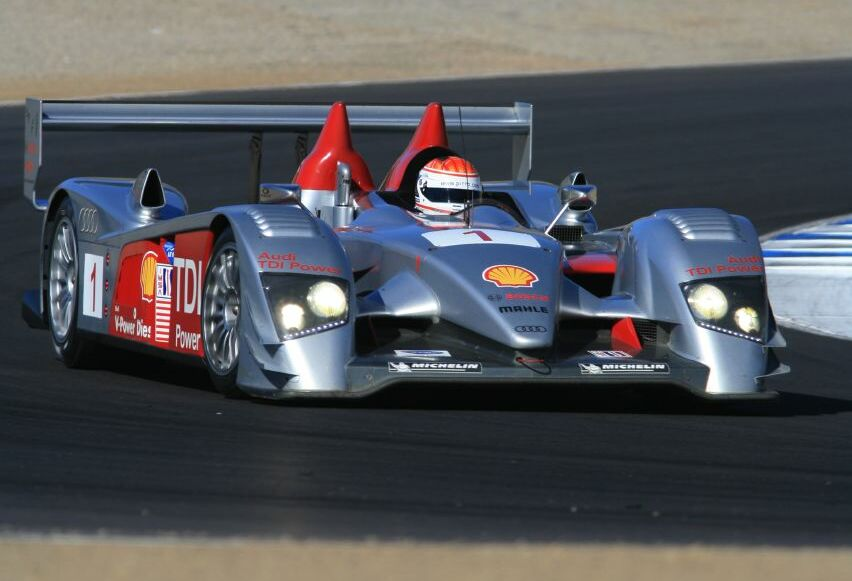
Эмануэле Пирро за рулём Ауди R10 2006

## Результаты гонок в Формуле-1
| Легенда к таблице |                                                                    |
| --- | ------------------------------------------------------------------ |
| В таблице перечислены результаты всех Гран-при Формулы-1, в которых принимал участие гонщик. Строками таблицы являются сезоны, столбцами — этапы чемпионата мира. В каждой клетке указаны сокращённое название этапа и результат, дополнительно обозначенный цветом. Расшифровка обозначений и цветов представлена в нижеследующей таблице. |                                                                    |
| \| Пример \| Описание \| \| ------------ \| ------------------------------------------------------------------ \| \| 1 \| Победитель \| \| 2 \| Второе место \| \| 3 \| Третье место \| \| 5 \| Финишировал, заработав очки \| \| Сход \| Не финишировал, но при этом заработал очки \| \| 12 \| Финишировал, не получив очков \| \| НКЛ \| Финишировал, но не попал в финальную классификацию \| \| 15 \| Участвовал вне зачёта, либо по отдельной классификации \| \| 18 \| Не финишировал, но попал в финальную классификацию \| \| Сход \| Не финишировал \| \| НКВ \| Не прошёл квалификацию \| \| НПКВ \| Не прошёл предквалификацию \| \| ДСК \| Дисквалифицирован \| \| ИСК \| Исключён из протокола соревнований \| \| ТТ \| Заявлен для участия только в тренировках \| \| НС \| Участвовал в квалификации, но не стартовал в гонке \| \| Т \| Травмирован или болен \| \| ОТК \| Отказ от участия \| \| НТР \| Прибыл на соревнования, но на трассу не выезжал \| \| НПР \| Был заявлен в числе участников, но не прибыл к началу соревнований \| \| О \| Соревнования отменены \| \| \| Не участвовал \| \| Поул-позиция \| \| \| Быстрый круг \| \| |                                                                    |
| Пример | Описание                                                           |
| 1 | Победитель                                                         |
| 2 | Второе место                                                       |
| 3 | Третье место                                                       |
| 5 | Финишировал, заработав очки                                        |
| Сход | Не финишировал, но при этом заработал очки                         |
| 12 | Финишировал, не получив очков                                      |
| НКЛ | Финишировал, но не попал в финальную классификацию                 |
| 15 | Участвовал вне зачёта, либо по отдельной классификации             |
| 18 | Не финишировал, но попал в финальную классификацию                 |
| Сход | Не финишировал                                                     |
| НКВ | Не прошёл квалификацию                                             |
| НПКВ | Не прошёл предквалификацию                                         |
| ДСК | Дисквалифицирован                                                  |
| ИСК | Исключён из протокола соревнований                                 |
| ТТ | Заявлен для участия только в тренировках                           |
| НС | Участвовал в квалификации, но не стартовал в гонке                 |
| Т | Травмирован или болен                                              |
| ОТК | Отказ от участия                                                   |
| НТР | Прибыл на соревнования, но на трассу не выезжал                    |
| НПР | Был заявлен в числе участников, но не прибыл к началу соревнований |
| О | Соревнования отменены                                              |
| | Не участвовал                                                      |
| Поул-позиция |                                                                    |
| Быстрый круг |                                                                    |

| Год  | Команда              | Шасси            | Двигатель   | 1        | 2      | 3        | 4        | 5        | 6        | 7        | 8      | 9        | 10       | 11       | 12       | 13       | 14       | 15       | 16       | Место | Очки |
| ---- | -------------------- | ---------------- | ----------- | -------- | ------ | -------- | -------- | -------- | -------- | -------- | ------ | -------- | -------- | -------- | -------- | -------- | -------- | -------- | -------- | ----- | ---- |
| 1989 | Benetton Formula Ltd | Benetton B188    | Cosworth V8 | БРА      | САН    | МОН      | МЕК      | США      | КАН      | ФРА 9    | ВЕЛ 11 |          |          |          |          |          |          |          |          | 23rd  | 2    |
| 1989 | Benetton Formula Ltd | Benetton B189    | Cosworth V8 |          |        |          |          |          |          |          |        | ГЕР Сход | ВЕН 8    | БЕЛ 10   | ИТА Сход | ПОР Сход | ИСП Сход | ЯПО Сход | АВС 5    | 23rd  | 2    |
| 1990 | Scuderia Italia      | BMS Dallara F190 | Cosworth V8 | США      | БРА    | САН Сход | МОН Сход | КАН Сход | МЕК Сход | ФРА Сход | ВЕЛ 11 | ГЕР Сход | ВЕН 10   | БЕЛ Сход | ИТА Сход | ПОР 15   | ИСП Сход | ЯПО Сход | АВС Сход | -     | 0    |
| 1991 | Scuderia Italia      | BMS Dallara F191 | Judd V10    | США Сход | БРА 11 | САН НПКВ | МОН 6    | КАН 9    | МЕК НПКВ | ФРА НПКВ | ВЕЛ 10 | ГЕР 10   | ВЕН Сход | БЕЛ 8    | ИТА 10   | ПОР Сход | ИСП 15   | ЯПО Сход | АВС 7    | 18th  | 1    |